# Prix Tour Eiffel
Der Prix Tour Eiffel war ein französischer Literaturpreis, der von der Société nouvelle d’exploitation de la Tour Eiffel – der seinerzeitigen Betriebsgesellschaft des Eiffelturms – von 1997 bis 2002 für Werke aus dem Bereich der Science-Fiction verliehen wurde.
Der Preis war mit 100.000 Franc dotiert und wurde abwechselnd an einen französischsprachigen und einen nicht-französischsprachigen Autor vergeben. Die ausgezeichneten Romane mussten in den beiden vorangegangenen Jahren erstmals in französischer Sprache  erschienen sein. Der Preis wurde von einer Jury vergeben, die paritätisch mit Vertretern von Verlagen, der Bibliotheken und der Leser besetzt war. 1998 wurde auch ein mit 50.000 Franc dotierter Preis für eine Kurzgeschichte vergeben. Der Preis ging auf die Initiative von Jacqueline Nebout zurück, damals Vorsitzende der Société nouvelle d’exploitation de la Tour Eiffel. Der Preis wurde eingestellt, nachdem Nebout die Betriebsgesellschaft 2002 verließ.
Preisträger waren:
- 1997 Pierre Bordage für die beiden Roman des Wang-Zyklus (Les Portes d'occident und Les Aigles d'orient)
- 1998 Valerio Evangelisti (Italien) für Nicolas Eymerich, inquisiteur (Nicolas Eymerich, inquisitore, 1994) und Les Chaînes d'Eymerich (Le catene di Eymerich, 1995); Roland C. Wagner für die Erzählung Fragment du livre de la mer
- 1999 Jean-Claude Dunyach und Ayerdhal für Étoiles mourantes
- 2000 Mike Resnick (USA) für La Belle ténébreuse (The Dark Lady: A Romance of the Far Future, 1987)
- 2001 Jean-Marc Ligny und der Maler Mandy für Les Oiseaux de lumière
- 2002 David Gemmell (Großbritannien) für Légende (Legend, 1984)